# Sparky Anderson

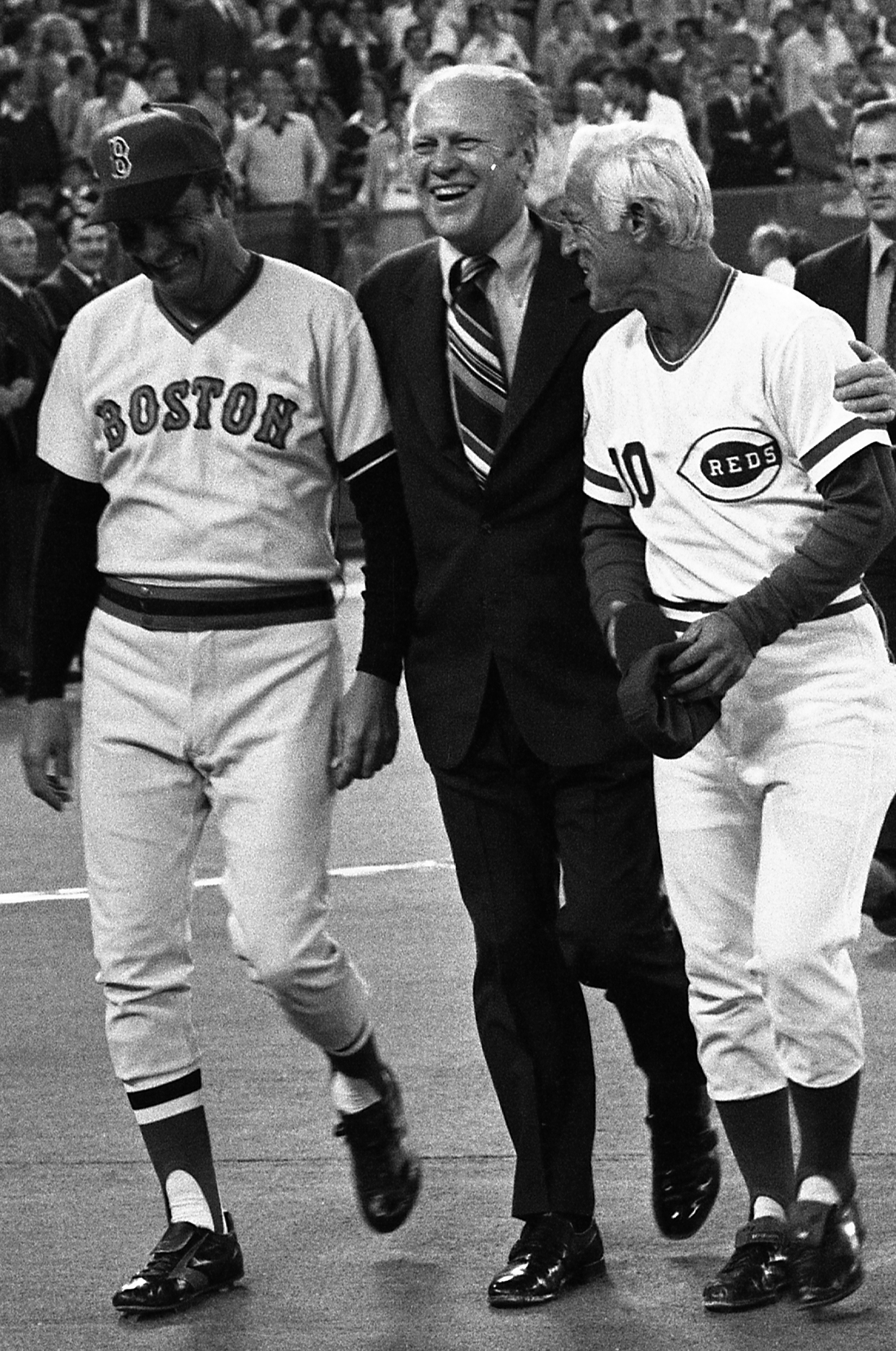
Anderson (à droite) avec Gerald Ford et le manager des Red Sox Darrell Johnson au match des étoiles de 1976.

George Lee « Sparky » Anderson (22 février 1934 - 4 novembre 2010) était un joueur, entraîneur et gérant dans les Ligues majeures de baseball (MLB). Il a été le premier manager à remporter la Série mondiale dans les deux ligues. Il a mené les Reds de Cincinnati de la Ligue nationale lors des Séries de de 1975 et 1976, puis a ajouté un troisième titre en 1984 avec les Tigers de Détroit de la Ligue américaine. Ses 2 194 victoires en carrière sont le sixième plus grand nombre de victoires pour un gérant dans l'histoire des ligues majeures. Ses 1 331 victoires avec les Tigers constituent le plus grand nombre de victoires jamais remportées par un gérant dans l'histoire de l'équipe. Anderson a été nommé gérant de l'année de la Ligue américaine en 1984 et 1987 . Il a été élu au Temple de la renommée du baseball en 2000.

## Biographie
Anderson est né à Bridgewater, dans le Dakota du Sud, le 22 février 1934. Après avoir obtenu son diplôme d'école secondaire, il a été signé par les Dodgers de Brooklyn en tant qu'agent libre amateur en 1953    Un annonceur radio lui a donné le surnom de « Sparky » en 1955 pour son jeu fougueux. Après cinq saisons dans les ligues mineures (dont deux avec les Royaux de Montréal) où il a joué à l'arrêt-court et au deuxiéme-but, il a été échangé aux Phillies de Philadelphie le 23 décembre 1958, contre trois joueurs. Les Phillies ont donné à Anderson leur poste de deuxième base partant, et il a passé ce qui serait sa seule saison complète dans les ligues majeures en 1959 . Cependant, il n'a frappé que .218 en 152 matchs, sans aucun coup de circuit et 34 points produits en 1998, et est retourné dans les ligues mineures pour le reste de sa carrière de joueur avec les Maple Leafs de Toronto de niveau Triple-A dans la Ligue internationale.
En 1964, à l'âge de 30 ans, Anderson devient le gérant des Leafs. Il a ensuite dirigé des clubs de ligues mineures de niveau A et Double A, y compris une saison (1968) dans le système de ligues mineures des Reds.
Durant cette période, il a remporté quatre titres en quatre saisons consécutives: en 1965 avec les Cardinals de Rock Hill de la Western Carolinas League, en 1966 avec les Cardinals de St. Petersburg de la Florida State League, en 1967 avec les Reds de Modesto de la California League et en 1968 avec les Tourists d'Asheville de la Double-A Southern League. C'est au cours de la saison 1966 que le club d'Anderson a perdu contre Miami 4-3 en 29 manches, ce qui reste le match professionnel le plus long joué (en manches) sans interruption.
Il a fait son retour dans les ligues majeures en 1969 en tant qu'entraîneur de troisième but des Padres de San Diego lors de leur première saison dans la Ligue nationale.
Le 8 octobre 1969, il a été nommé comme gérant des Reds de Cincinnati succédant à Dave Bristol. Au moment de son embauche, Anderson était, à 35 ans, le plus jeune gérant du baseball majeur. Néanmoins, Anderson deviendrait le troisième gérant à mener une équipe à 100 victoires lors de sa première saison, en menant les Reds à 102 victoires et au championnat de la Ligue nationale en 1970. Ils ont perdu la Série mondiale de 1970 en cinq matchs contre les Orioles de Baltimore . Au cours de cette saison, les Reds sont devenus largement connus sous le nom de Big Red Machine, un surnom qu'ils ont porté tout au long du mandat d'Anderson.
Après une saison 1971 marquée par des blessures au cours de laquelle l'équipe a terminé au quatrième rang du classement, les Reds sont revenus et ont remporté un autre championnat en 1972, battant les Pirates de Pittsburgh en cinq matchs dans les séries de championnat de la Ligue nationale. Ils ont perdu contre les Athletics d'Oakland en sept matchs dans les Séries mondiales. Ils ont remporté à nouveau le titre de la division Ouest de la Ligue nationale en 1973, mais ont perdu contre les Mets de New York dans la Série de championnat de la Ligue nationale en cinq matchs.
Après avoir terminé deuxième derrière les Dodgers de Los Angeles en 1974, les Reds ont remporté 108 matchs en 1975 pour gagner le championnat de la Division ouest. Ils ont remporté la Série de championnat de la Ligue nationale, puis ont battu les Red Sox de Boston dans une Série mondiale de sept matchs. Ils ont réitéré leur exploit en 1976 en remportant 102 matchs, balayant les Phillies en trois matchs lors de la Série de championnat de la Ligue nationale, puis faisant de même aux Yankees de New York dans la Série mondiale, la seule fois où une équipe a balayé la Série de championnat de la Ligue et la Série mondiale depuis le début des matchs de division. Au cours de ces deux saisons, les Reds d'Anderson ont compilé un étonnant bilan de 14-3 en séries éliminatoires contre les Pirates, les Phillies, les Red Sox et les Yankees, remportant leurs huit derniers matchs consécutifs en séries éliminatoires après avoir battu les Red Sox lors du septième match des World Series de 1975, puis remporté sept matchs consécutifs en séries éliminatoires de 1976. Ils restent la seule équipe à avoir remporté l'intégralité des séries éliminatoires depuis le début des séries de championnat de la ligue en 1969.
Après avoir mené les Reds au deuxième rang de leur division en 1977 et 1978 derrière les Dodgers de Los Angeles, il a été congédié le 27 novembre 1978.
Les Tigers de Détroit de la Ligue américaine ont embauché Anderson comme gérant le 14 juin 1979 . En voyant le jeune talent de l'équipe, il a hardiment proclamé à la presse que son équipe serait championne d'ici cinq ans. Les Tigers sont devenus un club gagnant presque immédiatement, terminant au-dessus de .500 dans chacune des trois premières saisons complètes d'Anderson, mais ne sont pas entrés en lice avant 1983, lorsqu'ils ont remporté 92 matchs et ont terminé deuxième derrière les Orioles de Baltimore dans la Division est de la Ligue américaine.
En 1984, Détroit a ouvert la saison avec un bilan de 9-0, 35-5 après 40 matchs (un record des ligues majeures) et a facilement atteint un bilan de 104-58 (un record de franchise en termes de victoires). Le 23 septembre, Anderson est devenu le premier gérant à remporter 100 matchs en une saison avec deux équipes différentes. Ils ont balayé les Royals de Kansas City lors de la Série de championnat de la Ligue américaine (ALCS) et ont ensuite battu les Padres de San Diego en cinq matchs lors de la Série mondiale. Les Tigers de 1984 sont devenus la première équipe depuis les Yankees de New York de 1927 à mener une ligue du début à la fin, du jour d'ouverture jusqu'à la fin des World Series. Après la saison, Anderson a remporté le premier de ses deux prix de gérant de l'année avec les Tigers.
Les Tigers ont terminé en troisième place en 1985 et 1986. Avec une victoire de 9 à 5 sur les Brewers de Milwaukee le 29 juillet 1986, Anderson est devenu le premier à atteindre 600 victoires en carrière en tant que gérant dans les ligues américaine et nationale.
Anderson a mené les Tigers au meilleur bilan des ligues majeures en 1987, mais l'équipe a été battue en ALCS par les Twins du Minnesota. Il a remporté son deuxième prix de gérant de l'année cette année-là. Après avoir été à nouveau en compétition en 1988 (terminant deuxième derrière Boston par un match dans la division Est de la Ligue américaine), l'équipe s'est effondrée un an plus tard, perdant 103 matchs. Au cours de cette saison 1989, Anderson a pris un mois de congé de l'équipe alors que le stress de la défaite l'épuisait. L'entraîneur de première base, Dick Tracewski, a dirigé l'équipe pendant la période intérimaire.
Le 27 septembre 1992, les Tigers battent les Indians de Cleveland 13-3 pour la 1 132e victoire d'Anderson avec l'équipe, dépassant Hughie Jennings comme le leader de tous les temps en termes de victoires par un manager des Tigers. Anderson continue de détenir cette distinction avec 1 331 victoires avec les Tigres. Le 15 avril 1993, il devient le septième gérant de l'histoire à remporter 2 000 matchs avec une victoire de 3-2 contre les Athletics d'Oakland.
Anderson est le dernier manager de la Ligue américaine à avoir remporté un match par forfait . Cela s'est produit un mois après avoir été embauché à Détroit lorsque, à la suite de la Disco Demolition Night à Chicago, la deuxième moitié d'un double match avec les White Sox de Chicago a dû être annulée après qu'une manifestation anti-disco ait mal tourné et gravement endommagé la surface de jeu à Comiskey Park. Même après que les jardiniers des White Sox aient retiré les débris du terrain, Anderson a refusé de laisser les Tigers entrer sur le terrain. Il n’était pas seulement préoccupé par la sécurité de ses joueurs, mais croyait que le terrain était impraticable. Lorsque les responsables de la Ligue américaine ont initialement prévu de reporter le match au lendemain après-midi, Anderson a exigé que le match soit perdu par forfait en faveur des Tigers. Il a fait valoir que les White Sox, en tant qu’équipe locale, étaient obligés de fournir des conditions de jeu acceptables. Le lendemain, le président de la Ligue américaine, Lee MacPhail, a largement soutenu l'argument d'Anderson et a déclaré forfait pour le deuxième match contre les Tigers, 9-0,.
Anderson a pris sa retraite comme gérant le 2 octobre 1995, apparemment déçu par l'état de la ligue après la grève de 1994 qui avait également retardé le début de la saison 1995. Il a terminé avec un dossier à vie de 2 194–1 834, pour un pourcentage de 0,545  et le troisième plus grand nombre de victoires pour un gérant des Ligues majeures à l'époque (derrière seulement Connie Mack et John McGraw ). Son total de victoires a depuis été dépassé par Tony La Russa, Bobby Cox et Joe Torre, le plaçant sixième sur la liste de tous les temps.
Anderson a été élu au Temple de la renommée du baseball en tant que gérant en 2000. Bien qu'il ait passé 17 saisons à Détroit et seulement 9 à Cincinnati, sa plaque au Temple de la renommée le montre portant un uniforme des Reds de Cincinnati. Il a choisi de porter la casquette des Reds lors de son intronisation en l'honneur de l'ancien directeur général Bob Howsam, qui a donné à Anderson sa première chance à un poste de manager dans les ligues majeures. Les Reds et les Tigers ont tous les deux retirés le numéro qu'il portait comme gérant (10 à Cincinnati, 11 à Detroit). En 2007, Anderson a été élu au Temple de la renommée du baseball canadien.

## Vie personnelle
Anderson a épousé Carol Valle le 3 octobre 1953. Ils s'étaient rencontrés pour la première fois alors qu'ils étaient tous les deux en cinquième année. Il est décédé le 4 novembre 2010 à l'âge de 76 ans à Thousand Oaks en Californie, laissant dans le deuil son épouse, ses fils Lee et Albert, sa fille Shirlee Engelbrecht et huit petits-enfants.

### Bilan managérial
| Équipe    | Année     | Saison régulière | Saison régulière | Saison régulière | Saison régulière | Saison régulière      | Après-saison | Après-saison | Après-saison   | Après-saison                       |
| Équipe    | Année     | Matchs           | Victoires        | Défaites         | % de victoires   | Résultat              | Victoires    | Défaites     | % de victoires | Résultat                           |
| --------- | --------- | ---------------- | ---------------- | ---------------- | ---------------- | --------------------- | ------------ | ------------ | -------------- | ---------------------------------- |
| CIN       | 1970      | 162              | 102              | 60               | .630             | 1er Division ouest LN | 4            | 4            | .500           | Perdu Séries mondiales (BAL)       |
| CIN       | 1971      | 162              | 79               | 83               | .488             | 5e Division ouest LN  | –            | –            | –              |                                    |
| CIN       | 1972      | 154              | 95               | 59               | .617             | 1er Division ouest LN | 6            | 6            | .500           | Perdu Séries mondiales (OAK)       |
| CIN       | 1973      | 162              | 99               | 63               | .611             | 1er Division ouest LN | 2            | 3            | .400           | Perdu Série de championnat (NYM)   |
| CIN       | 1974      | 162              | 98               | 64               | .605             | 2e Division ouest LN  | –            | –            | –              |                                    |
| CIN       | 1975      | 162              | 108              | 54               | .667             | 1er Division ouest LN | 7            | 3            | .700           | Gagnant Séries mondiales           |
| CIN       | 1976      | 162              | 102              | 60               | .630             | 1er Division ouest LN | 7            | 0            | .1000          | Gagnant Séries mondiales           |
| CIN       | 1977      | 162              | 88               | 74               | .543             | 2e Division ouest LN  | –            | –            | –              |                                    |
| CIN       | 1978      | 161              | 92               | 69               | .571             | 2e Division ouest LN  | –            | –            | –              |                                    |
| CIN total | CIN total | 1449             | 863              | 586              | .596             |                       | 26           | 16           | .619           |                                    |
| DET       | 1979      | 106              | 56               | 50               | .528             | Intérim               | –            | –            | –              |                                    |
| DET       | 1980      | 162              | 84               | 78               | .519             | 5e Division est LA    | –            | –            | –              |                                    |
| DET       | 1981      | 52               | 29               | 23               | .552             | 2e Division est LA    | –            | –            | –              |                                    |
| DET       | 1981      | 57               | 31               | 26               | .544             | 4e Division est LA    | –            | –            | –              |                                    |
| DET       | 1982      | 162              | 83               | 79               | .512             | 4e Division est LA    | –            | –            | –              |                                    |
| DET       | 1983      | 162              | 92               | 70               | .568             | 2e Division est LA    | –            | –            | –              |                                    |
| DET       | 1984      | 162              | 104              | 58               | .642             | 1er Division est LA   | 7            | 1            | .875           | Gagnant Séries mondiales (SD)      |
| DET       | 1985      | 161              | 84               | 77               | .522             | 3e Division est LA    | –            | –            | –              |                                    |
| DET       | 1986      | 162              | 87               | 75               | .537             | 3e Division est LA    | –            | –            | –              |                                    |
| DET       | 1987      | 162              | 98               | 64               | .605             | 1er Division est LA   | 1            | 4            | .200           | Perdant Série de championnat (MIN) |
| DET       | 1988      | 162              | 88               | 74               | .543             | 2e Division est LA    | –            | –            | –              |                                    |
| DET       | 1989      | 162              | 59               | 103              | .364             | 7e Division est LA    | –            | –            | –              |                                    |
| DET       | 1990      | 162              | 79               | 83               | .488             | 3e Division est LA    | –            | –            | –              |                                    |
| DET       | 1991      | 162              | 84               | 78               | .519             | 2e Division est LA    | –            | –            | –              |                                    |
| DET       | 1992      | 162              | 75               | 87               | .463             | 6e Division est LA    | –            | –            | –              |                                    |
| DET       | 1993      | 162              | 85               | 77               | .525             | 4e Division est LA    | –            | –            | –              |                                    |
| DET       | 1994      | 115              | 53               | 62               | .461             | 5e Division est LA    | –            | –            | –              |                                    |
| DET       | 1995      | 144              | 60               | 84               | .417             | 4e Division est LA    | –            | –            | –              |                                    |
| DET total | DET total | 2579             | 1331             | 1248             | .516             |                       | 8            | 5            | .615           |                                    |
| Total     | Total     | 4028             | 2194             | 1834             | .545             |                       | 34           | 21           | .618           |                                    |